# Steven Alzate
Steven Alzate (* 8. September 1998 in Camden) ist ein englisch-kolumbianischer Fußballspieler. Der vielseitig einsetzbare Mittelfeldspieler entstammte der Jugendarbeit von Leyton Orient und wechselte im Oktober 2017 zum Erstligisten Brighton & Hove Albion.

## Karriere

### Leyton Orient
Alzate wurde in der britischen Hauptstadt als Sohn eines kolumbianischen Paars geboren und spielte in jungen Jahren beim FC Fulham sowie ab der U-13-Altersklasse für das ebenfalls in London beheimatete Leyton Orient. Bei dem Viertligisten war er ab der Saison 2016/17 Teil des Profikaders und nach seinem Einstand am 28. Februar 2017 per Einwechslung gegen den FC Stevenage (1:4) und dem ersten Tor beim Startelfdebüt vier Tage später absolvierte er noch zehn weitere Ligapartien. Ende Juli 2017 wechselte Alzate zum Erstligisten Brighton & Hove Albion, bei dem er erst einmal in den U-23-Kader aufgenommen wurde.

### Brighton & Hove Albion
In der von Simon Rusk betreuten Nachwuchself war Alzate in zahlreichen Partien auf diversen Positionen vertreten und zum Ende der Saison 2017/18 konnte diese den Aufstieg aus der Zweitklassigkeit bewerkstelligen. Um weitere Spielpraxis im Profiligabetrieb zu sammeln, lieh Brighton Alzate für die gesamte Saison 2018/19 an den Viertligisten Swindon Town aus. Dort zeigte dieser in der zweiten Jahreshälfte 2018 gute Leistungen, bevor er aufgrund einer im Januar 2019 diagnostizierten Rückenstressfraktur für zumindest drei Monate auszufallen drohte und er daraufhin nach Brighton zurückbeordert wurde.
Nach seiner Rückkehr zu den „Seagulls“ wurde Alzate in den Profikader befördert. Nach einem ersten Einsatz im Ligapokal gegen die Bristol Rovers (2:1) im rechten Mittelfeld folgte nunmehr auf der linken Seite das Debüt in der Premier League beim torlosen Remis bei Newcastle United am 21. September 2019. Mitte September 2022 wurde er für den Rest der Saison 2022/23 an den belgischen Erstdivisionär Standard Lüttich ausgeliehen. Er bestritt für Standard 27 von 33 möglichen Ligaspielen, in denen er zwei Tore schoss, und zwei Pokalspiele. In der Saison 2023/24 gehört er wieder zum Kader von Brighton & Hove Albion.

## Nationalmannschaft
Nach den ersten Schritten auf der prominenten Bühne im englischen Fußball äußerte Alzate in Bezug auf mögliche Nationalmannschaftsberufungen, dass er lieber für die kolumbianischen Nationalmannschaft auflaufen würde. Vom kolumbianischen Nationaltrainer Carlos Queiroz wurde Alzate im Oktober 2019 in die kolumbianische Nationalelf berufen und kam erstmals im November 2019 in Freundschaftsspielen gegen Peru und Ecuador zum Einsatz.